# Доістерія
«Доістерія» (англ. Prehysteria!) — американський фільм 1993 року.

## Сюжет
Власник антикварного магазину перебуваючи в джунглях Латинської Америки, потрапляє в таємничу печеру і знаходить яйця, що належать динозаврам. З антикварного магазину яйця випадково потрапляють в звичайну сім'ю. Вони приносять яйця додому, а їх собака висиджує їх. Незабаром з яєць вилупилися динозаврики. Сім'я виховує їх, а власник магазину готовий на все, щоб повернути свою власність і заробити на них великі гроші.

## У ролях
- Бретт Каллен — Френк
- Коллін Морріс — Вікі
- Саманта Міллс — Моніка
- Остін О'Браєн — Джері
- Тоні Лонго — Луї
- Стюарт Фреткін — Річі
- Стівен Лі — Ріко Сарно
- Том Вільямс — Вайті
- Гілл Гейл — Денні
- Пітер Марк Васкес — Жефі
- Елліс Левінсон — Сем Саймон
- Джеймс Шанта — кореспондент 1
- Джейн Колдуелл — кореспондент 2
- Френк Велкер — динозаври, озвучка, в титрах не вказаний